# 4시엔
《4시엔》은 MBC FM4U(수도권 기준 FM 91.9㎒)에서 2022년 5월 30일부터 2024년 11월 3일까지 방송된 연예오락 전문 라디오 프로그램이다.

## 역사
이 시간에 방송되던 프로그램인 《오후의 발견》의 진행자 이지혜가 하차하면서 해당 프로그램이 2022년 5월 29일에 폐지되어, 본 프로그램이 2022년 5월 30일에 신설되었다가, 2024년 11월 3일 자로 2년만에 폐지되었다.

## 역대 DJ
- 1대 : 가수 윤도현 (2022년 5월 30일 ~ 2024년 9월 22일)
- 스페셜 DJ : 가수 별 (2024년 9월 23일 ~ 2024년 11월 3일)

## 코너
매일 코너
- Weekly Musician
- 자연의 소리를 찾아서 음성게시판

요일별 코너
- 월요일 : 같이 청취합시다
- 화요일 : 음식은 거들뿐
- 수요일 : Why not? 초대석
- 목요일 : 얘들아 놀자
- 금요일 : 이주의 노래
- 토요일 : 뮤직크로스
- 일요일 : Job´s music

## 지역별 자체 방송
- MBC충북, 전주문화방송, 광주문화방송, 여수문화방송, 포항문화방송, 제주문화방송, 부산문화방송, 울산문화방송, MBC경남, 대전문화방송, 목포문화방송 (평일)은 자체 방송 없이 수도권의 방송을 그대로 송출한다.

- 동시간대 지역방송은 제목이 모두 다르다.

| 프로그램                 | 방송지역                  | 방송국                                  | 진행자                                 |
| ------------------------ | ------------------------- | --------------------------------------- | -------------------------------------- |
| 오후의 발견 성스리입니다 | 강원특별자치도            | MBC강원영동, 원주문화방송, 춘천문화방송 | 성스리                                 |
| FM 음악여행              | 대구광역시, 경상북도 남부 | 대구문화방송                            | 권오성                                 |
| FM응접실                 | 안동시, 경상북도 북부     | 안동문화방송                            | BGM                                    |
| MBC 뮤직 스테이션 (주말) | 목포시, 전라남도 서남부   | 목포문화방송                            | 김후종, 최지영, 임사랑, 최다훈, 허연주 |

## 같이 보기
- 연예오락

## 수상 목록
- 2022년 MBC 방송연예대상 라디오 부문 우수상 (윤도현)